# Parti communiste de Suède (1967)
Pour les articles homonymes, voir Parti communiste suédois.

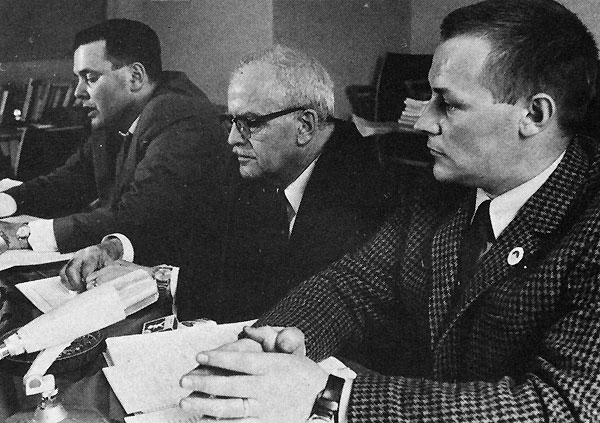
La création du KFML en 1967. De gauche à droite : Bo Gustafsson, Nils Holmberg et Frank Baude.

Le Parti communiste de Suède (suédois : Sveriges kommunistiska parti, SKP) était une formation politique suédoise, fondée en 1967 en Suède, sous le nom d'Union communiste marxiste-léniniste (suédois : Kommunistiska Förbundet Marxist-Leninisterna, KFML), par des membres dissidents du Parti de gauche – Les communistes. Il s'agit d'un parti prochinois et antisoviétique, créé dans le contexte de la rupture sino-soviétique. Il subsiste jusque dans les années 1990, mais est alors moribond.
Le KFML prend part à une élection pour la première fois en 1970, et il obtient 0,4 % des suffrages. Le parti est alors dirigé par un étudiant en médecine, Gunnar Bylin (1940–2012). Dès 1970, le KFML se divise, des membres dissidents créant leur propre formation, la Ligue communiste des marxistes-léninistes (révolutionnaires) (suédois : Kommunistiska Förbundet Marxist-Leninisterna (revolutionärerna), KFML(r)), qui s'appelle aujourd'hui (2012) simplement Parti communiste. En 1973, le KFML adopte le nom de Parti communiste suédois (SKP), créant ainsi la sensation, car ce nom avait auparavant été utilisé par le  Parti de gauche – Les communistes. Mais le nom n'a pas été protégé, et dans la mesure où le Parti de gauche ne l'a pas utilisé pendant deux élections successives, il peut être repris par une autre formation.
En 1980, le SKP se divise encore, des dissidents opposés aux réformes libérales en Chine se regroupant au sein d'une nouvelle formation, le Parti communiste marxiste-léniniste, qui prend ensuite le nom de Sveriges Kommunistiska Arbetarparti (Parti communiste suédois des travailleurs). Les années 1980 sont difficiles pour le SKP : le conflit armé entre le Viêt Nam et la Chine démoralise le mouvement. De nombreux membres quittent le parti, qui commence à se distancer du maoïsme.
Le SKP a été représenté aux conseils municipaux des communes de Vadstena, Mariestad, Laxå, Vallentuna, Hofors, Gällivare et Sigtuna. En 1985, il obtient ses meilleurs résultats aux élections municipales, avec onze représentants élus sur cinq communes. C'est toutefois la dernière fois que des membres du SKP sont élus. En 1988, le parti se présente aux élections à Laxå et Mariestad sous le nom de gauche municipale, et à Sigtuna et Vallentuna sous le nom de parti de la solidarité.